# خورخي دي باولا
خورخي دي باولا (بالبرتغالية: Jorge de Paula‏) (مواليد 1 نوفمبر 1906) هو سبّاح برازيلي، مثّل بلاده في الألعاب الأولمبية الصيفية 1932.

## روابط خارجية
خورخي دي باولا على موقع أوليمبيديا (الإنجليزية)